# Saint-Jean-sur-Mayenne
Pour les articles homonymes, voir Saint-Jean.
Saint-Jean-sur-Mayenne est une commune française, située dans le département de la Mayenne en région Pays de la Loire, peuplée de 1 689 habitants (les Saint-Jeannais).
La commune fait partie de la province historique du Maine, et se situe dans le Bas-Maine.

## Géographie
La commune est située sur un éperon rocheux calcaire bordée à l'est par la Mayenne dont la rive droite est escarpée et à l'ouest par l'Ernée dont le tracé serpente, la confluence des deux rivières se fait au sud de la commune.

### Communes limitrophes
| Andouillé                          | Andouillé, Montflours  | Montflours, Sacé |
| Saint-Germain-le-Fouilloux         | Saint-Jean-sur-Mayenne | Louverné         |
| Saint-Germain-le-Fouilloux, Changé | Changé                 | Louverné         |

### Climat
Pour des articles plus généraux, voir Climat des Pays de la Loire et Climat de la Mayenne.
En 2010, le climat de la commune est de type climat océanique altéré, selon une étude du CNRS s'appuyant sur une série de données couvrant la période 1971-2000. En 2020, Météo-France publie une typologie des climats de la France métropolitaine dans laquelle la commune est exposée à un climat océanique et est dans la région climatique  Moyenne vallée de la Loire, caractérisée par une bonne insolation (1 850 h/an) et un été peu pluvieux. 
Pour la période 1971-2000, la température annuelle moyenne est de 11,1 °C, avec une amplitude thermique annuelle de 13,7 °C. Le cumul annuel moyen de précipitations est de 783 mm, avec 12,7 jours de précipitations en janvier et 6,9 jours en juillet. Pour la période 1991-2020, la température moyenne annuelle observée sur la station météorologique de Météo-France la plus proche, « Laval-Etronnier », sur la commune de Laval à 7 km à vol d'oiseau, est de 11,9 °C et le cumul annuel moyen de précipitations est de 757,1 mm,. Pour l'avenir, les paramètres climatiques de la commune estimés pour 2050 selon différents scénarios d'émission de gaz à effet de serre sont consultables sur un site dédié publié par Météo-France en novembre 2022.

## Urbanisme

### Typologie
Au 1er janvier 2024, Saint-Jean-sur-Mayenne est catégorisée bourg rural, selon la nouvelle grille communale de densité à sept niveaux définie par l'Insee en 2022.
Elle est située hors unité urbaine. Par ailleurs la commune fait partie de l'aire d'attraction de Laval, dont elle est une commune de la couronne,. Cette aire, qui regroupe 66 communes, est catégorisée dans les aires de 50 000 à moins de 200 000 habitants,.

### Occupation des sols
L'occupation des sols de la commune, telle qu'elle ressort de la base de données européenne d’occupation biophysique des sols Corine Land Cover (CLC), est marquée par l'importance des territoires agricoles (83,9 % en 2018), en diminution par rapport à 1990 (85,5 %). La répartition détaillée en 2018 est la suivante : 
prairies (47,2 %), terres arables (31,6 %), forêts (12,3 %), zones agricoles hétérogènes (5,1 %), zones urbanisées (3,7 %), espaces verts artificialisés, non agricoles (0,1 %). L'évolution de l’occupation des sols de la commune et de ses infrastructures peut être observée sur les différentes représentations cartographiques du territoire : la carte de Cassini (XVIIIe siècle), la carte d'état-major (1820-1866) et les cartes ou photos aériennes de l'IGN pour la période actuelle (1950 à aujourd'hui).

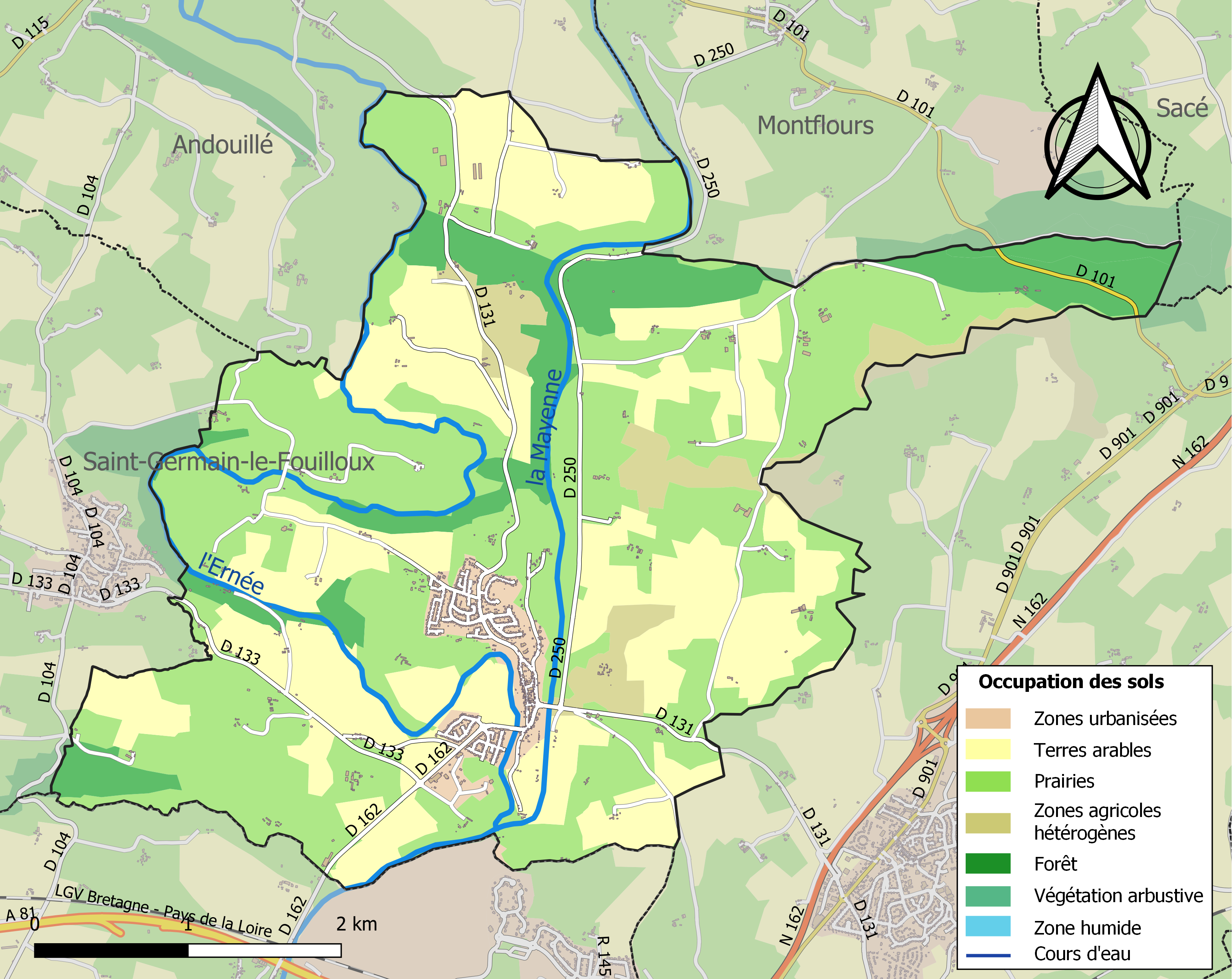
Carte des infrastructures et de l'occupation des sols de la commune en 2018 (CLC).

## Toponymie
Le nom de la localité est attesté sous la forme monasterium S. Johannis en 802. La paroisse et son église sont dédiées à Jean le Baptiste. La Mayenne traverse le territoire communal du nord au sud.
Durant la Révolution, la commune porte le nom de Boisse.

## Histoire

### Chemin de fer
Saint-Jean-sur-Mayenne était desservi par la ligne de chemin de fer départemental reliant Laval à Landivy. Cette ligne fut ouverte le 18 décembre 1901 et son déclassement fut décidé par le conseil général le 11 mai 1938. En 1902, la gare de Saint-Jean-sur-Mayenne avait accueilli 19 544 voyageurs, et la halte de l'Âme 5 439 voyageurs.

## Politique et administration

### Liste des maires
| Période                                  | Période       | Identité                | Étiquette   | Qualité                         |
| ---------------------------------------- | ------------- | ----------------------- | ----------- | ------------------------------- |
| 1792                                     |               | F. Jouet                |             |                                 |
| 1800                                     | 1803          | François Jouet          |             |                                 |
| 1803                                     | 1813          | François Echard         |             |                                 |
| 1813                                     |               | Jean-Baptiste Loreau    |             |                                 |
| 1815                                     |               | François Echard         |             |                                 |
| 1815                                     |               | Jean-Baptiste Loreau    |             |                                 |
| 1815                                     | 1829          | Léon du Mans du Chalais |             |                                 |
| 1829                                     | 1830          | Échard                  |             |                                 |
| 1834                                     | 1852          | Jacques Pierre Davost   |             |                                 |
| 1852                                     | 1860          | Gabriel de Chalais      |             |                                 |
| 1860                                     | 1882          | Constant Corbin         |             |                                 |
| 1882                                     | 1884          | Jean-Victor Beucher     |             |                                 |
| 1884                                     | 1894          | François Boudier        |             |                                 |
| 1897                                     | 1897          | Cyr Paillard            |             |                                 |
| 1897                                     | 1902          | Louis Bretonnière       | Républicain | industriel                      |
| 1903                                     | 1908          | Moulard                 |             |                                 |
| 1908                                     | 1943          | Maurice Courcelle (d)   |             | journaliste, conseiller général |
|                                          |               |                         |             |                                 |
| avant 1965                               |               | Georges Bourdais        |             |                                 |
| avant 1988                               | 1993          | Alain Vignier           |             |                                 |
| 1993                                     | mars 2001     | Cécile Pinard           |             |                                 |
| mars 2001                                | décembre 2011 | Maurice Duval           |             |                                 |
| décembre 2011                            | En cours      | Olivier Barré (d)       | UDI         | poissonnier                     |
| Les données manquantes sont à compléter. |               |                         |             |                                 |

### Administration municipale
Le conseil municipal est composé de dix-neuf membres dont le maire et cinq adjoints.

## Population et société

### Démographie
L'évolution du nombre d'habitants est connue à travers les recensements de la population effectués dans la commune depuis 1793. Pour les communes de moins de 10 000 habitants, une enquête de recensement portant sur toute la population est réalisée tous les cinq ans, les populations de référence des années intermédiaires étant quant à elles estimées par interpolation ou extrapolation. Pour la commune, le premier recensement exhaustif entrant dans le cadre du nouveau dispositif a été réalisé en 2008.
En 2022, la commune comptait 1 689 habitants, en évolution de +2,18 % par rapport à 2016 (Mayenne : −0,73 %, France hors Mayotte : +2,11 %).
Saint-Jean-sur-Mayenne a compté jusqu'à 1 570 habitants en 1800, nombre qui devrait être dépassé au milieu des années 2010.
| 1793  | 1800  | 1806  | 1821  | 1831  | 1836  | 1841  | 1846  | 1851  |
| ----- | ----- | ----- | ----- | ----- | ----- | ----- | ----- | ----- |
| 1 255 | 1 570 | 1 309 | 1 314 | 1 452 | 1 490 | 1 481 | 1 455 | 1 436 |

| 1856  | 1861  | 1866  | 1872  | 1876  | 1881  | 1886 | 1891 | 1896 |
| ----- | ----- | ----- | ----- | ----- | ----- | ---- | ---- | ---- |
| 1 388 | 1 299 | 1 255 | 1 094 | 1 111 | 1 026 | 967  | 968  | 931  |

| 1901 | 1906 | 1911 | 1921 | 1926 | 1931 | 1936 | 1946 | 1954 |
| ---- | ---- | ---- | ---- | ---- | ---- | ---- | ---- | ---- |
| 858  | 787  | 759  | 641  | 673  | 657  | 607  | 706  | 684  |

| 1962 | 1968 | 1975 | 1982 | 1990  | 1999  | 2006  | 2008  | 2013  |
| ---- | ---- | ---- | ---- | ----- | ----- | ----- | ----- | ----- |
| 613  | 611  | 761  | 978  | 1 158 | 1 196 | 1 365 | 1 413 | 1 616 |

| 2018  | 2022  | - | - | - | - | - | - | - |
| ----- | ----- | - | - | - | - | - | - | - |
| 1 652 | 1 689 | - | - | - | - | - | - | - |

## Activité et manifestations

### Sports
L'Union sportive de Saint-Jean-sur-Mayenne fait évoluer deux équipes de football en divisions de district.

## Économie
Le siège de l'entreprise innovante de surveillance de la mer Sea Proven se trouve sur la ZA de Chaffenay.

## Culture locale et patrimoine

### Lieux et monuments

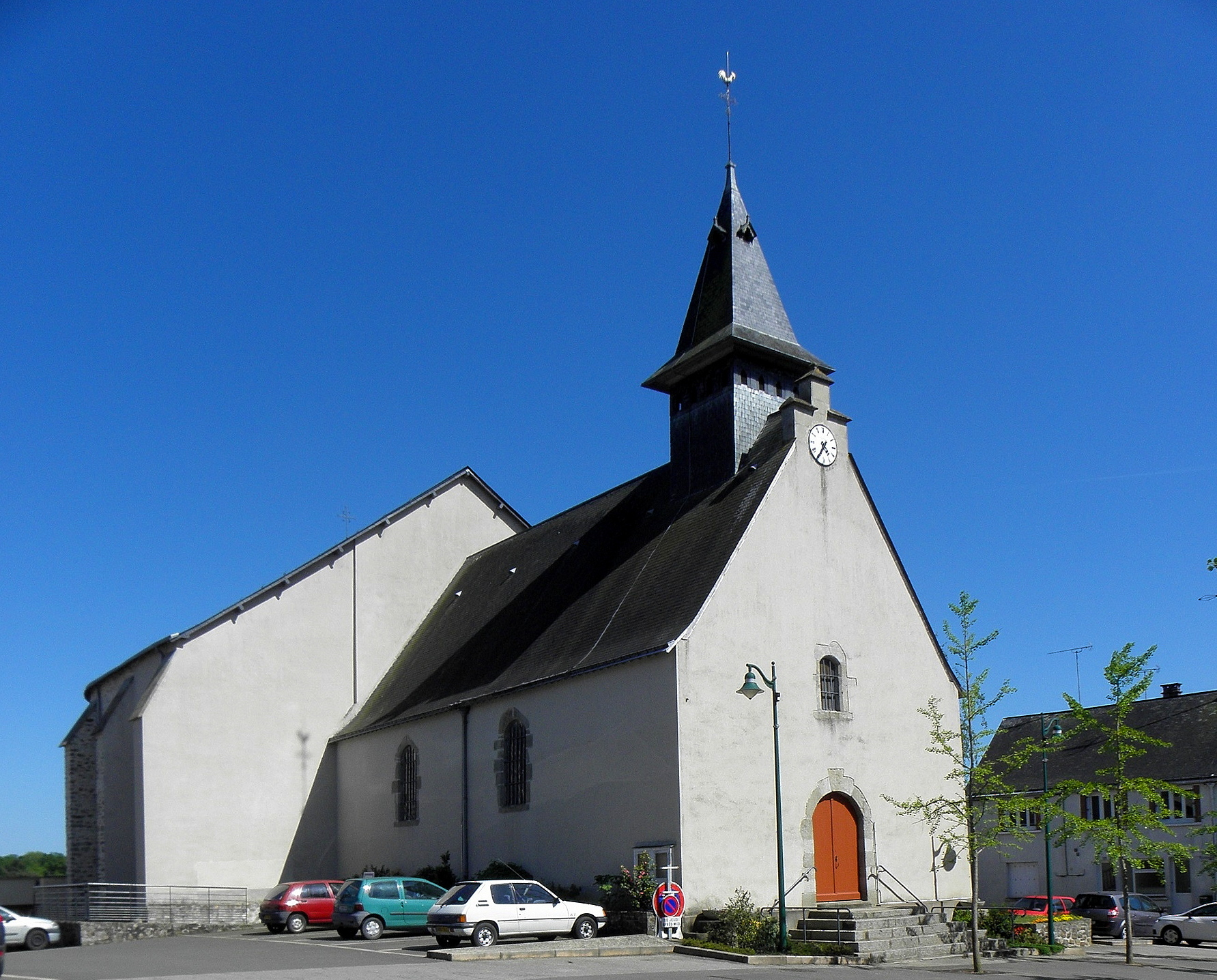
L'église paroissiale Saint-Jean-Baptiste.

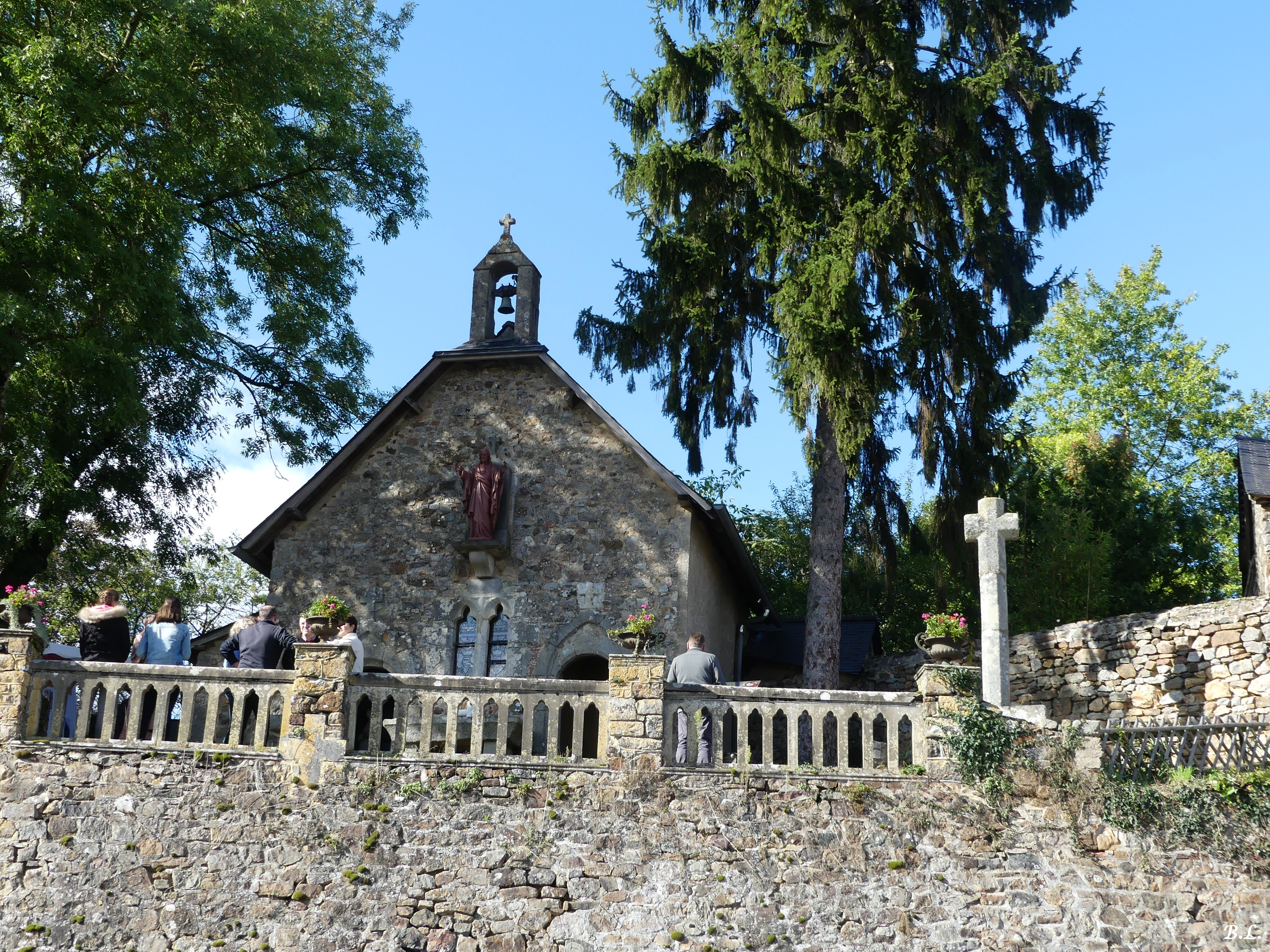
Chapelle Saint Trèche

- Oppidum du château Meignan, en partie classé et en partie inscrit au titre des Monuments historiques depuis le 3 décembre 1984[24].
- Église Saint-Jean-Baptiste, du XIXe siècle.
- Chapelle Saint-Trèche, du XIXe siècle, construite à l'emplacement d'un ancien monastère mérovingien dont un mur est toujours présent auprès de l'Ernée.
- Château de la Chaussonnerie, du XIXe siècle, abritant une clochette du XVIIe siècle classée à titre d'objet[25].
- Château de la Girardière, du XIXe siècle.
- Château de Gondin, du XIXe siècle.
- Château d'Orenge.

### L'Âme dans les arts
Un village L'Ame est cité dans le poème d’Aragon, Le Conscrit des cent villages, écrit comme acte de Résistance intellectuelle de manière clandestine au printemps 1943, pendant la Seconde Guerre mondiale.
Seul le Géoportail de l'IGN fournit une référence à ce lieudit qui est présenté comme un hameau à cheval sur les communes d'Andouillé, de Montflours et de Saint-Jean-sur-Mayenne.

### Personnalités liées à la commune
- Jean-Baptiste Laureau (1800 à Saint-Jean-sur-Mayenne - 1883 à Saint-Jean-sur-Mayenne), homme politique, député.
- Louis Bretonnière (1842-1902), homme politique, industriel, fut maire à Saint-Jean.
- Jean Primet (1910-1984), résistant, homme politique, député, fut instituteur à Saint-Jean.
- Jacques Martin-Sané (1907-1977), collaborateur, préfet, avocat, château de la Girardière à Saint-Jean.